# Terminalia pierrei
Terminalia pierrei är en tvåhjärtbladig växtart som beskrevs av François Gagnepain. Terminalia pierrei ingår i släktet Terminalia och familjen Combretaceae. Inga underarter finns listade i Catalogue of Life.